# Torslunda naturreservat
Torslunda naturreservat är ett naturreservat i Sigtuna kommun i Stockholms län.
Området är naturskyddat sedan 2009 och är 34 hektar stort. Reservatet ligger innanför östra stranden av Skofjärden och omfattar skog och ett våtområde. Reservatet består av barrskog med mest och sumpskog med tall och lövträd.